# 尼古拉·尼古拉耶维奇·科洛梅伊采夫

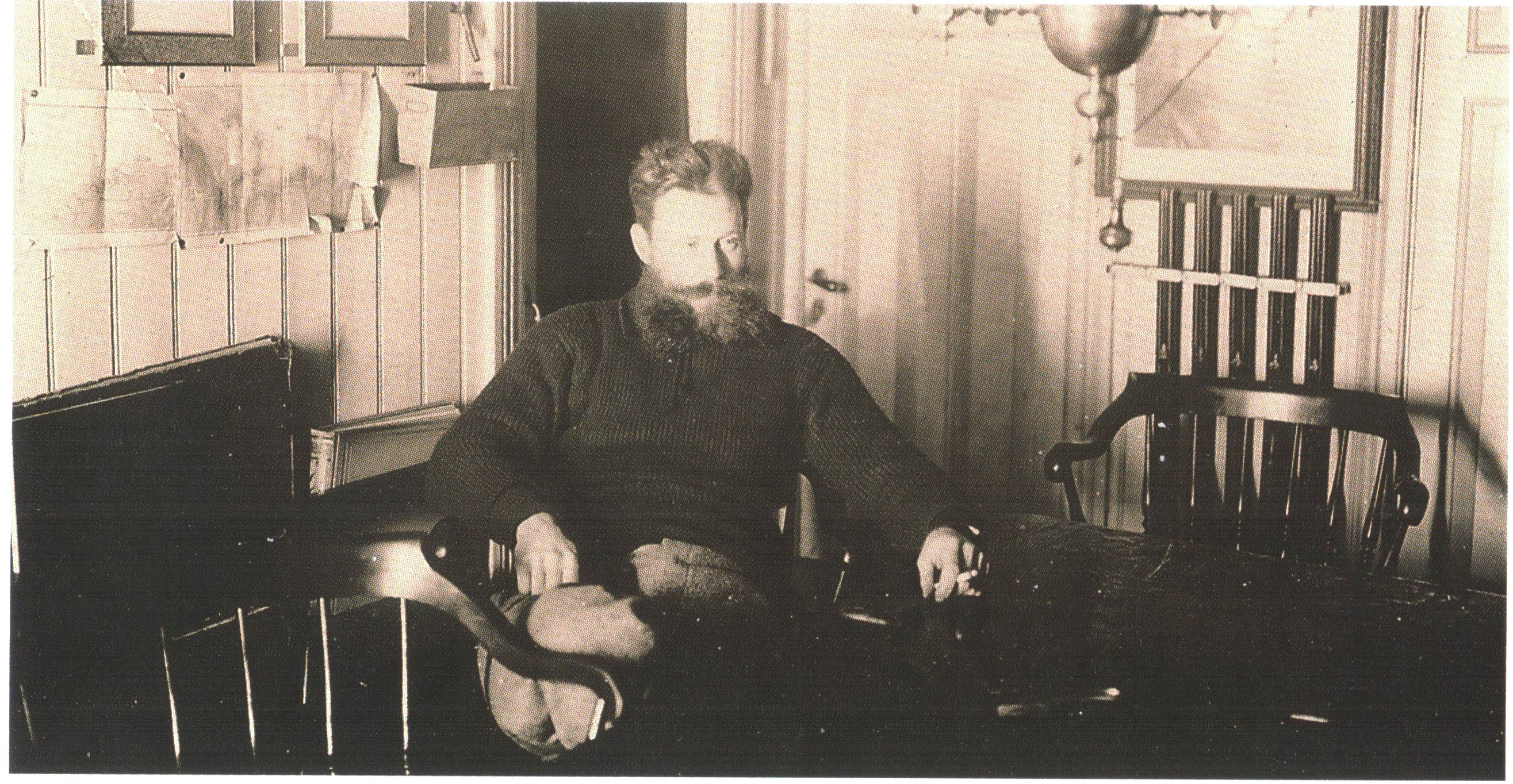
1900年在曙光号 (极地船)上的科洛梅伊采夫

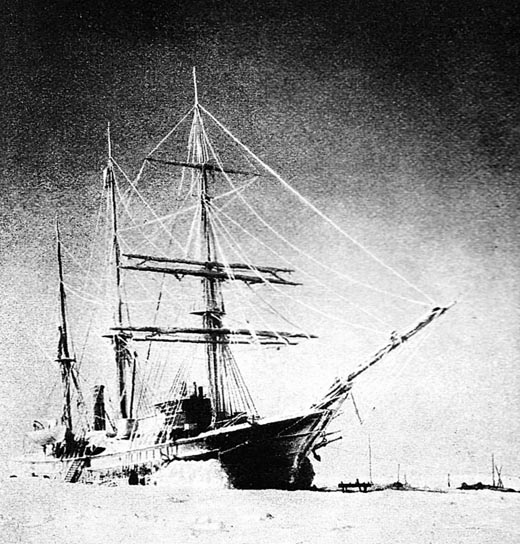
俄罗斯极地船曙光号 (极地船)

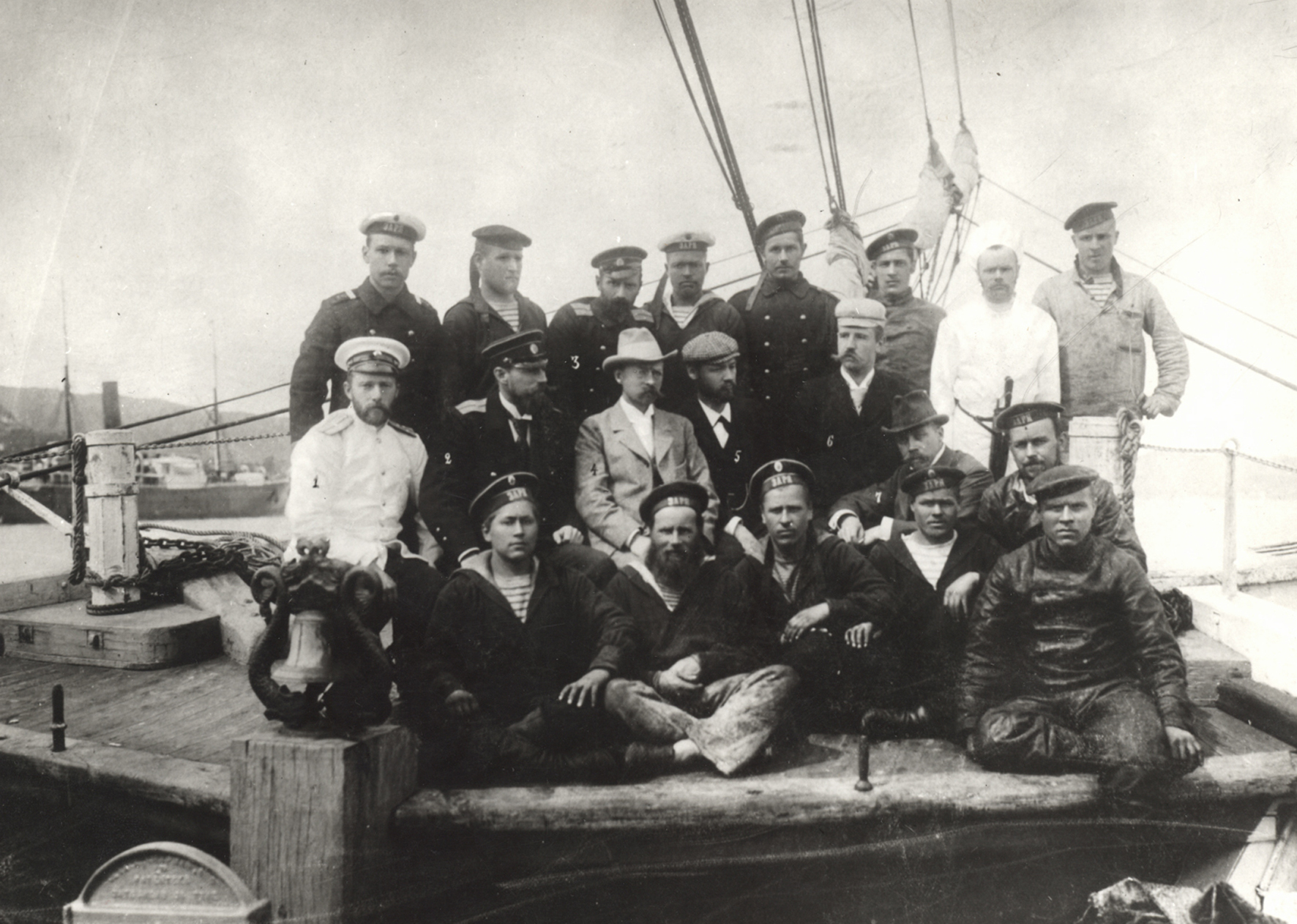
曙光号 (极地船)上的探险队成员
顶行左起第三位：亚历山大·高尔察克。
第二排：科洛梅伊采夫、Matisen、托尔、沃尔特、和

尼古拉·尼古拉耶维奇·科洛梅伊采夫（羅馬化：Nikolay Nikolayevich Kolomeytsev；1867年7月16日—1944年10月6日）是俄罗斯帝国海军军官和北极探险家。俄罗斯内战期间，他为白军而战。

## 早年生活
尼古拉·科洛梅采夫 1867 年出生于俄罗斯帝国赫尔松省（今乌克兰尼古拉耶夫州的一部分）的波克罗夫卡村。他于1884年入伍，并于1887年毕业，成为俄罗斯帝国海军军官。1893年12月晋升为中尉。

## 著作
- Otchet plavanii yachty "Zarya" s iyunya po sentyabr' 1900g. Izvestiya Imperatorskoy Akademii Nauk. St. Petersburg 1901.
- Russkaya polyarnaya expeditsia pod nachal'stvom barona Tollya. Izvestiya Imperatorskago Russkago Geographicheskago Obschestva. St. Petersburg 1901.
- Chernoviki zaveschaniia. Paris 1924.